# Richard Fitz Gilbert
Richard Fitz Gilbert (ur. 1030, zm. 1090 w St Neots) – normandzki szlachcic, syn Gilberta, hrabiego de Brionne i d’Eu, oraz Gunnory d’Aunou. Założyciel rodu de Clare’ów.
Jego ojciec był jednym z opiekunów księcia Wilhelma II w okresie jego małoletności. Po zabójstwie hrabiego Gilberta w 1040 r. Richard wraz z braćmi uciekł na dwór hrabiego Flandrii, Baldwina V. Powrócił, kiedy książę Wilhelm umocnił swoje rządy. W 1066 r. wziął udział w wyprawie na Anglię i w bitwie pod Hastings. Od Wilhelma, który w wyniku podboju został królem Anglii, Richard otrzymał 176 nadań ziemskich w całym kraju. Podczas nieobecności Wilhelma na wyspie Richard był jednym z Głównych Justycjariuszy. Odegrał ważną rolę w stłumieniu anglosaskiej rebelii z 1075 r. W 1087 r. był jednym z feudałów, którzy zbuntowali się przeciwko nowemu królowi, Wilhelmowi II. Rebelia zakończyła się klęską. Richard zmarł niedługo później w opactwie St Neots.
Ok. 1054 r. poślubił Rohese Giffard (ok. 1034–1133), córkę Waltera Giffarda, pana de Longueville, i Agnes Fleitel, córki Geralda Fleitera. Richard i Rohese mieli razem dziewięcioro dzieci:
- nieznana z imienia córka (ur. 1055)
- Walter de Clare (1058–1138), lord Nether Gwent
- Ronais Fitz Gilbert (ur. 1060)
- Richard Fitz Richard de Clare (1062–1107), opat w Ely
- Roger Fitz Richard de Clare (1064–1131)
- Gilbert Fitz Richard (1065–1115)
- Robert Fitz Richard (1066–1136), lord Little Dunmow, baron Baynard; jego potomkiem był Robert Fitzwalter, jeden z liderów opozycji przeciwko Janowi bez Ziemi
- Rohese de Clare (1067–1121), żona Odona de Rie
- Adelize de Clare (1069–1138), żona Waltera Tirela